# Batman: Año 100
Batman: Año 100 es una miniserie de historietas estadounidense de cuatro números protagonizada por Batman, publicada en 2006 por DC Comics. Fue escrita e ilustrada por Paul Pope y coloreada por José Villarrubia.

## Publicación
La serie de cuatro números se publicó entre febrero y mayo de 2006.

## Argumento
En el año 2039, Gotham City es casi un estado policial, sus ciudadanos están sujetos a registros e incautaciones injustificados. La Policía de Gotham choca casi a diario con los agentes federales, que están persiguiendo al legendario "Batman". El Capitán Gordon, nieto del original Comisario Gordon, también está tratando de encontrar a Batman, y descubre lo que sabe sobre el asesinato de un agente federal.
No se sabe si el "Batman" de esta serie es Bruce Wayne u otro hombre que hubiese tomado el manto de Batman como el protector de Gotham City. Su compañero y discípulo es un adolescente de piel morena llamado Robin, quien al parecer fue adoptado por Batman en su juventud, y también sirve como mecánico para el "Batmóvil", una motocicleta de alta tecnología en lugar de un coche. También actúa como un señuelo de Batman vistiéndose como el caballero oscuro cuando es necesario, y se refiere a Batman como "jefe". A diferencia de otras encarnaciones de Robin en los cómics, esta versión del personaje lleva el nombre como su nombre real en lugar de un alias.

## Colecciones
En 2007, los cuatro números fueron recogidos y publicados en una edición de libro en rústica (ISBN 1-4012-1192-5). El libro en rústica incluye también "The Berlin Batman" de Pope, que fue publicado originalmente en The Batman Chronicles #11. La historia presenta una versión de Batman que vivió en la República de Weimar alemana en vísperas de la Segunda Guerra Mundial. La editora Lynda Barry deseaba incluir un extracto de Batman: Año 100 en The Best American Comics 2008, pero se le negó el permiso por parte de DC Comics por razones no especificadas.

## Premios
En 2007, la serie ganó dos premios Eisner por "Mejor Serie Limitada" y "Mejor Escritor/Artista".